# SIBEX
Die Sibiu Monetary Financial and Commodities Exchange (SIBEX) oder  Sibex-Sibiu Stock Exchange war eine Derivatebörse mit Sitz in Sibiu, Rumänien. Sie war ein börsennotiertes Unternehmen, dessen Aktien an der Bukarester und Budapester Börse gehandelt wurden.
Sie wurde 1994 gegründet und fusionierte schließlich 2017 mit der Bukarester Börse.

## Geschichte
Sie wurde 1994 gegründet und bot Wertpapiere und Terminkontrakte in Rumänien an.
Im Jahr 2017 fusionierte die Bukarester Börse (BVB) mit SIBEX, was zur Auflösung der letzteren führte.